# Raid aérien du 12 juillet 2007 à Bagdad
Le raid aérien du 12 juillet 2007 à Bagdad
est une frappe aérienne américaine survenue dans le cadre de la guerre d'Irak menée par la coalition alliée, durant laquelle un hélicoptère Apache américain a ouvert le feu au chain gun M230 30 mm sur un groupe de personnes, comprenant notamment deux reporters de l'agence Reuters. Au moins 18 personnes ont été tuées au total, : 12 personnes dans les deux premiers bombardements, incluant les deux reporters et deux enfants blessés, et sept personnes dans la troisième frappe.
Le 5 avril 2010, une vidéo publiée par le site Internet WikiLeaks montre la scène vue depuis la caméra embarquée de l'hélicoptère, alors que c'était jusqu'ici une information classifiée par l'armée américaine.

## Incident
Le 12 juillet 2007, deux reporters de Reuters, Saeed Chmagh et Namir Noor-Eldin, et plusieurs personnes, dont certaines armées, sont tués dans un quartier de Bagdad par les tirs d'un hélicoptère Apache.
L'armée américaine déclare alors que deux journalistes ont été tués aux côtés de « neuf insurgés ». Le lieutenant-colonel Scott Bleichwehl[Qui ?], porte-parole des forces américaines à Bagdad, déclare : « Il n'y a aucun doute que les forces de la coalition étaient clairement engagées dans des opérations de combats contre une force hostile. »
Reuters demande ensuite à l'armée américaine de faire une enquête sur ces décès, demandant pourquoi les caméras embarquées dans les Apache ont été confisquées, un accès aux vidéos enregistrées par ces mêmes caméras, un accès aux enregistrements audio entre les pilotes d'hélicoptère et les forces terrestres au sol, et l'accès aux rapports de l'unité impliquée dans l'incident, en particulier un inventaire de toutes les armes prises sur les lieux.

## Poursuites
En mai 2010, l'analyste militaire américaine basée en Irak, Chelsea Manning, est arrêtée après qu'elle eut avoué, en discutant sur une messagerie instantanée, avoir transmis la vidéo de la bavure à WikiLeaks. Les accusations à son encontre sont portées en juillet. Ayant du même coup affirmé à son correspondant, le pirate Adrian Lamo, avoir également fait fuiter 260 000 notes diplomatiques confidentielles, ce dernier la dénonce aux autorités. Il sera retrouvé mort en mars 2018 dans un appartement de Wichita (Kansas), sans que la cause de la mort ne soit connue. Le porte-parole de WikiLeaks Julian Assange fait aussi l'objet de recherches afin d'être interrogé sur les documents. Il décide désormais d'éviter les États-Unis et annule du coup des apparitions publiques dans ce pays. Wikileaks a engagé trois avocats pour défendre Manning mais aucun n'a été autorisé à lui parler.
Chelsea Manning risque 52 ans de prison et a été mise au secret au Koweït un mois et demi avant que ne lui soit lu son chef d'inculpation en juillet 2010. Wikileaks n'a jamais confirmé ou infirmé que Manning soit la source et note dans un communiqué que « Le soldat Manning est inculpé pour la publication de la vidéo du massacre en Irak. Les pilotes qui étaient aux commandes de l'hélicoptère Apache n'ont toujours pas été inculpés ».
Le 17 janvier 2017, l'administration Obama décide de commuer la peine de Manning, rendant possible sa libération en mai 2017. Elle a été libérée le 17 mai 2017.